# فلاديسلاف أرتيمييف
فلاديسلاف أرتيمييف (بالروسية: Артемьев, Владислав Михайлович)‏ Vladislav Mikhailovich Artemiev (ولد في 5 مارس 1998) لاعب شطرنج روسي يحمل لقب أستاذ كبير.

## إنجازات
- شارك في كأس العالم للشطرنج عامي 2015 و2017.
- فاز بالميدالية البرونزية في فئة تحت 14 سنة في بطولة أوروبا للشطرنج للشباب في عام 2011.
- فاز ببطولة روسيا للشطرنج للشباب عام 2013.
- لعب ضمن الفريق الروسي في أولمبياد الشطرنج تحت 16 سنة في عامي 2012 و2013.
- في مارس 2015 فاز بدورة غيورغي أغزاموف التذكارية في طشقند، مشتركاً مع فلاديسلاف تكاشييف.
- في أكتوبر 2016 فاز ببطولة روسيا للشطرنج الخاطف بنتيجة 18 من 22، متفوقاً بنقطتين ونصف على دميتري أندريكين وألكسندر موروزيفيتش.
- في عام 2017 فاز مرة أخرى ببطولة روسيا للشطرنج الخاطف بنتيجة 15.5 من 20 نقطة.

## روابط خارجية
- فلاديسلاف أرتيمييف على موقع الاتحاد الدولي للشطرنج (الإنجليزية)
- فلاديسلاف أرتيمييف على موقع مباريات الشطرنج (الإنجليزية)
- فلاديسلاف أرتيمييف على موقع 365Chess.com (الإنجليزية)
- فلاديسلاف أرتيمييف على موقع Chesstempo.com (الإنجليزية)